# Hej Sokoly
Hej Sokoly (”Hej falkar”, polska: Hej, Sokoły, ukrainska: Гей, соколи) är en polsk-ukrainsk folkvisa, troligen från början av 1800-talet. Dess egentliga titel på polska är Żal za Ukrainą (”Åtrå av Ukraina”) eller Na zielonej Ukrainie (”I det gröna Ukraina”).

## Första versen
De polska och ukrainska texterna är snarlika varandra.
| Polska | Fri översättning |
| --- | --- |
| Hej, tam gdzieś z nad czarnej wody, Wsiada na koń kozak młody. Czule żegna się z dziewczyną, Jeszcze czulej z Ukrainą. Hej, hej, hej sokoły! Omijajcie góry, lasy, doły. Dzwoń, dzwoń, dzwoń dzwoneczku, Mój stepowy skowroneczku. | Hej, där nånstans ovan svarta vattnet diger, en ung kosack sin häst bestiger. Ömt adjö han bedjer flickan sino, men inte det mindre mot Ukraina. Hej, hej, hej ni falkar! Passera ovan skogar, berg o dalar. Ring, ring, ring lilla bjällra, Min stäppens lilla lärka. |
| Ukrainska | Translitteration |
| Гей, десь там, де чорні води, Сів на коня козак молодий. Плаче молода дівчина, Їде козак з України. Гей! Гей! Гей, соколи! Оминайте гори, ліси, доли. Дзвін, дзвін, дзвін, дзвіночку, Степовий жайвороночку.                       | Hej, deś tam de čorni vody, Siv na konja kozak molodyj. Plače moloda divčyna, Jide kozak z Ukrajiny. Hej! Hej! Hej, sokoly! Omynajte hory, lisy, doly. Dzvin, Dzvin, Dzvin, dzvinočku, Stepovyj žajvoronočku.                                                          |